# Daily Herald
Le Daily Herald est un journal britannique publié à Londres de 1912 à 1964, date à laquelle il est remplacé par The Sun.
Organe officiel du Trades Union Congress (TUC), le regroupement des syndicats ouvriers britanniques, puis revendu en 1930 à un professionnel de la presse, le groupe Oldhams, le Daily Herald était un quotidien populaire à gros tirage dans les années 1930 à 1950
De sensibilité travailliste (gauche modérée), le Daily Herald avait créé en 1923 une "Medal for industrial heroism" récompense décernée annuellement pour les actes de bravoure accomplis dans l'exercice du travail quotidien, façon d'exprimer que l'héroïsme n'était pas le seul apanage des militaires. 
Cette distinction était plaisamment surnommée "la Victoria cross des travailleurs " par les lecteurs du journal. Beaucoup de ces médailles furent attribuées à titre posthume à des mineurs de charbon, travail comportant de forts risques professionnels.
Un des récipiendaires fut, en 1952, l'officier de marine marchande Kenneth Dancy, second du remorquer de Haute mer Turmoil qui prit un risque énorme lors de la très mouvementée tentative de sauvetage du cargo Flying Entreprise en sautant acrobatiquement d'un navire à l'autre malgré une mer agitée, afin de prêter main-forte au capitaine Enrik Carlsen, resté seul à bord de son navire, et assurer la mise en place du câble de remorque.